# Liberación de Ladysmith
Cuando estalló la segunda guerra bóer el 11 de octubre de 1899, los bóeres disponían de una considerable superioridad numérica en el sur de África. Rápidamente, invadieron el territorio británico y sitiaron las localidades de Ladysmith, Kimberley y Mafeking. Mientras tanto, Gran Bretaña transportó al sur de África miles de soldados procedentes tanto del Reino Unido como de otras partes del Imperio y, cuando se levantó el sitio de Ladysmith, tenía una enorme superioridad numérica.

## Geografía de la zona
La colonia de Natal quedaba dividida de este a oeste por el río Tugela, que nacía en el Drakensberg (al oeste) y desembocaba en el océano Índico al este. A su vez, quedaba dividida en dos de norte a sur por la línea de ferrocarril que unía Durban y Johannesburgo (terminada en 1895). La vía férrea cruzaba el río en Colenso. Aguas abajo de Colenso, el Tugela entra en un desfiladero, mientras que aguas arriba de Colenso las colinas que dominan el río continúan en la orilla norte del río solamente; y en la orilla sur se encuentra una llanura relativamente plana de muchos kilómetros de ancho.
Ladysmith se encuentra en la línea ferroviaria Durban-Johannesburgo en una hondonada junto al río Klip, unos 20 kilómetros al norte de Colenso en línea recta.

## La primera campaña
Cuando estalló la segunda guerra bóer, el general Piet Joubert tenía 21.000 hombres bajo su mando listos para invadir la Colonia de Natal. Enfrentados a ellos, los británicos tenían 13.000 hombres bajo el mando del teniente general Sir George White.
Los bóeres cruzaron la frontera hacia la colonia y después de las batallas en Talana Hill, Elandalaagte y la rendición de un gran número de tropas británicas en Nicholsons Nek, White se dispuso a defender su posición en Ladysmith, unos 20 km al norte del río Tugela. Winston Churchill, corresponsal de guerra en el conflicto, comentaría que el plan del gobierno británico, del que se enteró más tarde, era que White retrocediera a una posición al sur del río Tugela.
Después de la batalla de Ladysmith, acontecida el 28 de octubre, los bóeres lograron sitiar a White y a unos 8000 británicos residentes en Ladysmith. Las fuerzas británicas restantes se retiraron al sur del Tugela, de forma que Estcourt, unos 30 km al sur de Colenso, se convirtió en parte del frente británico, y Joubert, a pesar de los consejos de Botha, no logró sacar ventaja y tomar la ciudad portuaria de Durban.

## Cruce del Tugela
El día en que se completó el cerco de Ladysmith, los refuerzos encabezados por el general Sir Redevers Buller llegaron a Ciudad del Cabo, donde permanecieron durante tres semanas antes de continuar hacia Pietermaritzburgo, camino de Natal.

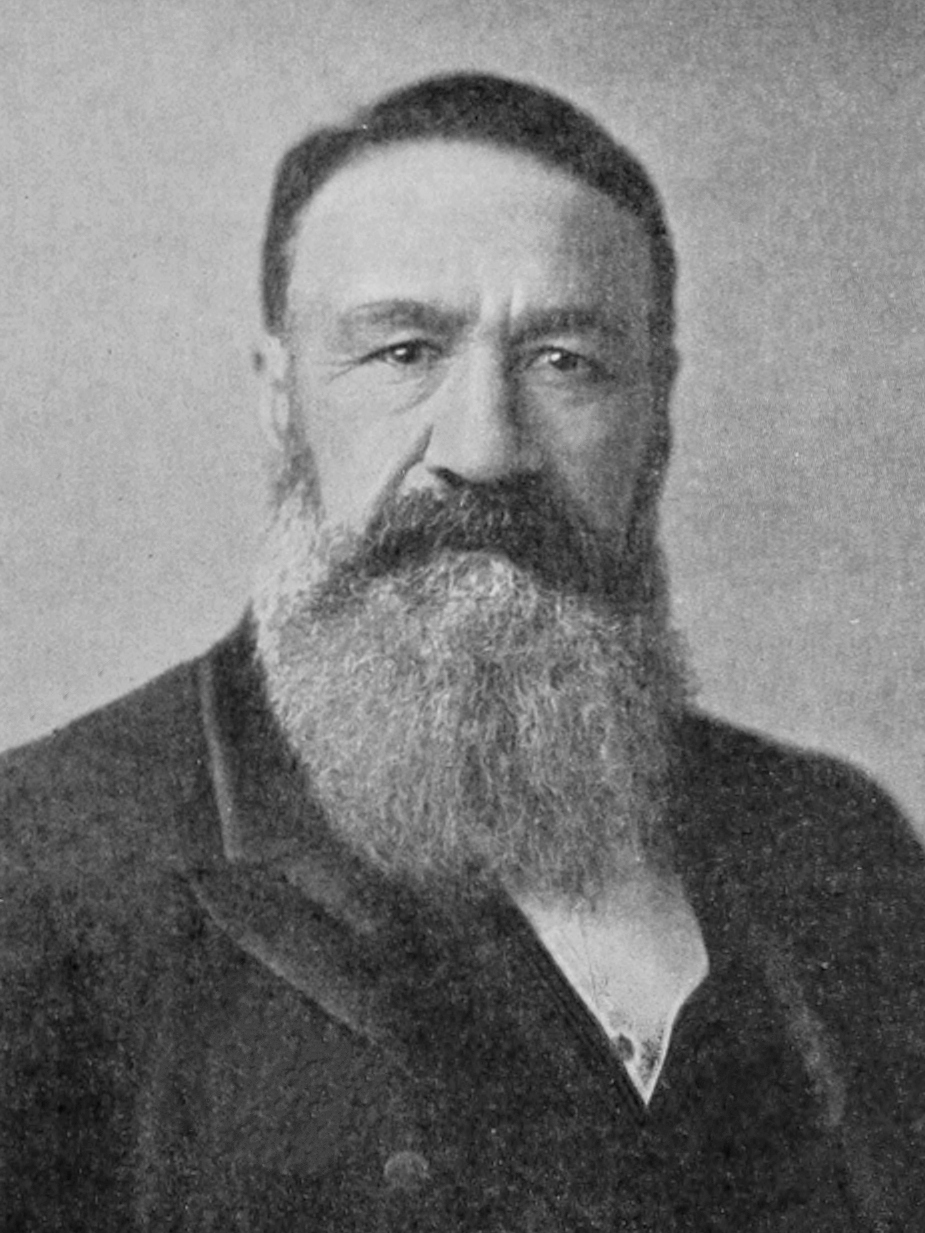
Piet Joubert, el comandante bóer

El 15 de noviembre, un grupo de asalto tendió una emboscada a un tren blindado en Frere, 11 km al sur de Colenso, tomando 70 prisioneros, entre los que figuraba Winston Churchill. Después de que otro grupo de asalto fuera sorprendido el 23 de noviembre en Willow Grange, 10 km al sur de Estcourt, los bóeres se retiraron a una posición detrás del río Tugela.
Durante estas operaciones, Joubert se cayó de su caballo y sufrió heridas que le provocarían la muerte el 28 de marzo de 1900, cuatro semanas después de la liberación del cerco de Ladysmith. Cedió el control efectivo de las fuerzas bóer a Louis Botha, aunque permaneció nominalmente al mando hasta su muerte.

### La batalla de Colenso (15 de diciembre de 1899)

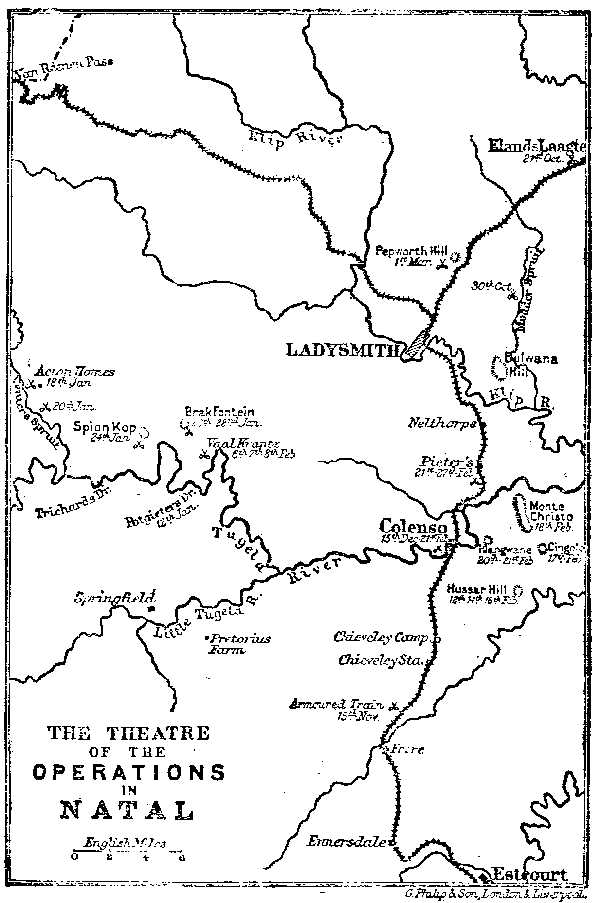
Mapa que muestra las batallas ligadas a la liberación de Ladysmith

28°44′3″S 29°49′21″E / -28.73417, 29.82250
A mediados de diciembre, las tropas británicas y del Imperio estaban llegando a la Colonia de Natal, y Buller, ahora al frente de un ejército de 20.000 hombres, trasladó su cuartel general hacia el norte, a Frere. 
El primer intento de Buller de cruzar el río se convirtió en la batalla de Colenso. Desde el punto de vista británico, la batalla fue un fiasco. En el flanco occidental, las fuerzas británicas sufrieron pérdidas considerables cuando la Brigada Irlandesa quedó atrapada en un meandro del río, 3 km aguas arriba de Colenso. En el centro, perdieron diez cañones, mientras que en el flanco este, Buller ordenó a sus hombres que se retiraran, a pesar de que los bóeres habían abandonado la colina de Hlangwane. Se otorgaron seis Cruces Victoria a los participantes en la batalla, durante la que Freddie Roberts, hijo de Lord Roberts, fue herido de muerte.

### La batalla de Spion Kop (20-24 de enero de 1900)

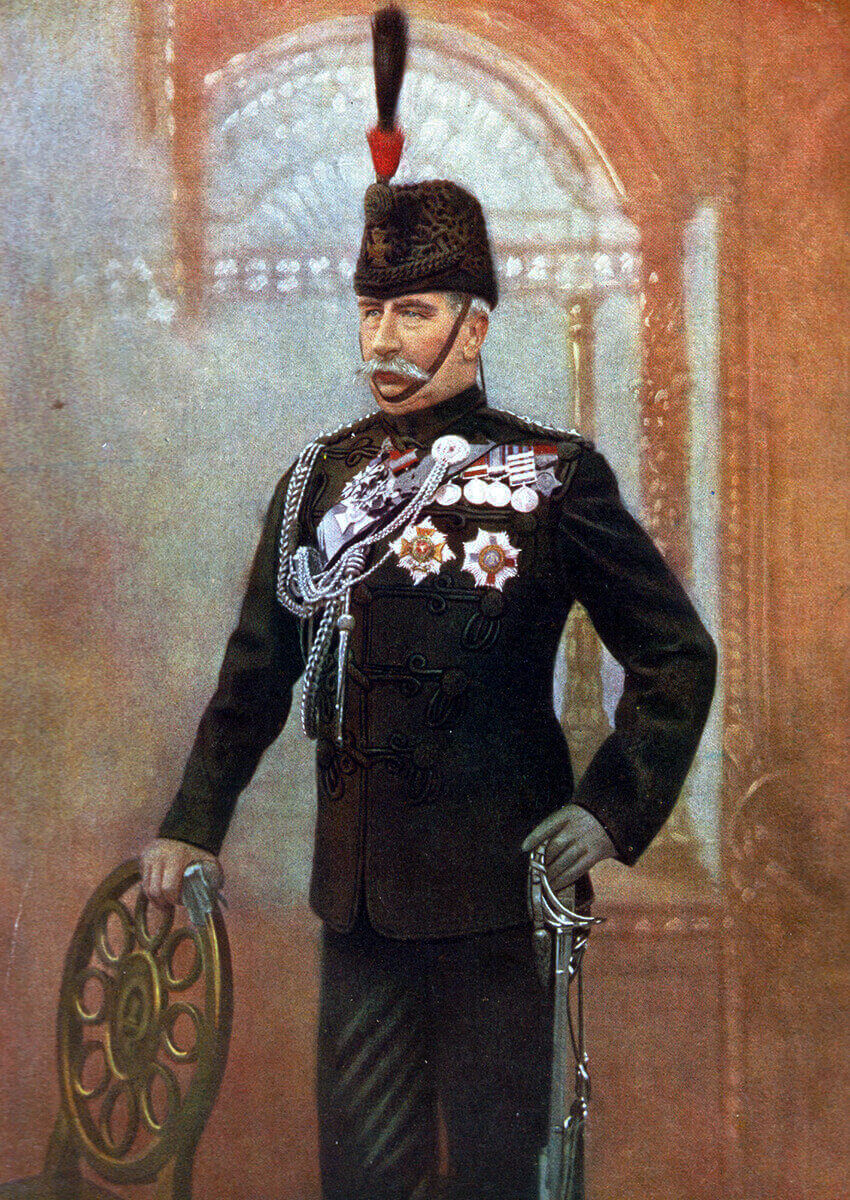
General Sir Redvers Buller (Cruz Victoria), comandante de las fuerzas británicas

28°39′0″S 29°30′59″E / -28.65000, 29.51639
Los refuerzos continuaron afluyendo a Natal, y con la llegada de la división de Sir Charles Warren, Buller tenía 30.000 hombres bajo su mando.
Unos 30 km al oeste de Colenso, Spion Kop, un cerro que se elevaba 430 m sobre las llanuras, dominaba Trichardt's Drift, uno de los puntos de cruce del río Tugela. Buller resolvió capturar la colina y así asegurar una entrada a Ladysmith desde el oeste. El ataque principal fue confiado a Warren y simultáneamente se lanzó un ataque de diversión bajo el mando del mayor general Edward Woodgate en Potgieter's Drift, 4 km al este. Desde su posición en las colinas, los bóeres pudieron observar cómo la fuerza británica se movía río arriba en la orilla sur del río y construyeron las defensas adecuadas. El 18 de enero, los británicos construyeron un puente de pontones sobre el río y comenzaron a cruzar. En la noche del 23 de enero, en medio de una densa niebla, los británicos lanzaron un ataque contra lo que pensaban que era Spion Kop, pero resultó ser un montículo más pequeño, a unos 500 m del pico principal. Al día siguiente hubo sangrientos combates cuando los británicos intentaron abrirse camino hasta la cima principal. Al caer la noche, ambos bandos pensaron que el bando contrario había tomado la colina, por lo que abandonaron sus posiciones, y solo una vez que un explorador bóer se dio cuenta de la situación, los bóeres volvieron a tomar la colina y los británicos se retiraron a través del Tugela.

### La batalla de Vaal Krantz (5 a 7 de febrero de 1900)
28°40′S 29°37′E / -28.667, 29.617
Vaal Krantz era una cresta perteneciente a una serie de kopjes (pequeñas colinas), situada a pocos kilómetros al este de Spion Kop. Buller intentó forzar una cabeza de puente a través del río Tugela. Después de tres días de escaramuzas, el general británico comprobó que su posición era tan reducida que no había espacio para arrastrar su superior artillería hacia arriba para apoyar los ataques de la infantería británica. Buller convocó un consejo, y "Todos sus generales estuvieron de acuerdo en que no quedaba otra posibilidad que realizar una nueva tentativa en otra parte".

### La batalla de los Altos de Tugela (14-27 de febrero de 1900)
28°41′S 29°50′E / -28.683, 29.833
A pesar de que los Altos de Tugela están ubicados en la margen norte del río, a pocos kilómetros aguas abajo de Colenso, la batalla en sí cubrió la toma de varios cerros a ambos lados del Tugela.
En la primera fase del enfrentamiento, los británicos tomaron las colinas de Monte Cristo, a unos cinco km al oeste de Colenso en la orilla sur, flanqueando así a sus oponentes en la colina Hlangwane. Los bóeres, sometidos a una fuerte presión artillera, abandonaron Hlangwane y se retiraron al norte del Tugela.
El 21 de febrero se construyó un puente de pontones que permitió a los británicos tomar Railway Hill y Wynnes Hill, pero no pudieron capturar Harts Hill y Wynnes Hill. El 25 de febrero, trasladaron el puente de pontones río abajo hasta la desembocadura del desfiladero de Tugela, donde pudieron cruzar el río sin ser vistos y flanquear las posiciones bóer. El 27 de febrero, los británicos tomaron Pieters Hill y Harts Hill, tras lo que la resistencia bóer se desmoronó.

## La liberación de Ladysmith (1 de marzo de 1900) y sus consecuencias
El 28 de febrero, los comandantes bóer ordenaron a sus tropas que se retiraran a Biggarsberg, unos 45 km al norte de Ladysmith. Hubo poca organización en la retirada, pero sus oponentes recibieron instrucciones de no perseguirlos. Las fuerzas británicas dirigidas por Lord Dundonald con Churchill a su lado entraron en Ladysmith en la tarde del 1 de marzo de 1900.
Mientras tanto, los bóeres establecieron una línea de defensa a lo largo del Biggarsberg, pero, aparte de alguna que otra patrulla, hubo poco movimiento por ambos lados durante dos meses: Buller estaba reagrupando sus fuerzas, mientras que Botha, quien asumió el cargo de comandante general de las fuerzas bóer después de la muerte de Joubert, entregó el control de Natal a Lukas Meyer. Mientras tanto, las fuerzas de los bóeres en Natal se habían reducido a entre 4500 y 6000 efectivos. En la segunda quincena de mayo, Buller reanudó la ofensiva, y antes de fin de mes había tomado las localidades de Dundee, Glencoe y Newcastle en el norte de Natal.
Los acontecimientos de Natal pronto fueron superados por los sucesos en otras partes de Sudáfrica. El 15 de febrero, antes de que se levantara el sitio de Ladysmith, Roberts había levantado el sitio de Kimberley y el día en que los británicos atravesaron Tugela Heights, el general Cronjé se rindió con 4000 de sus hombres a Lord Roberts en Paardeberg. El 13 de marzo, Roberts capturó Bloemfontein, la capital de la República del Estado Libre de Orange, y el 5 de julio de 1900 tomó Pretoria, la capital de la República Sudafricana.
Mientras tanto, en Natal, Buller aún tenía que asegurar los pasos de montaña entre la colonia y el Estado Libre de Orange, un objetivo que logró el 11 de junio de 1900, poniendo fin de manera efectiva a la fase de la guerra en Natal.